# Cerro Iquinito
El cerro Iquinito es un cerro ubicado al margen de la Laguna de Chacas, en las proximidades de la ciudad peruana de Juliaca.

## Geomorfología
Forma parte de una cadena montañosa que rodean la Laguna de Chacas, denominado Cordillera de Chacas, siendo éste cerro el más alto de la zona. Es considerado un cerro legendario por los pobladores de ese lugar.
Formado durante el periodo ordovícico de la era paleozoica algún tiempo fue rodeada por el lago Ballivián, y como residuo se halla la Laguna de Chacas a su costado.
En sus proximidades se ubican las siguientes comunidades:
- Chacas
- Kokan
- Unocolla
- Rancho
- Mucra
- Maravillas
- Cochaquinray

Asimismo se halla un santuario en su cumbre.

## Santuario de Iquinito
Iquinito es el santuario más alto dentro de la meseta del Collao, su altitud de 4565 m s. n. m., en su cima se encuentran murallas muy rústicas pero de grandes piedras. Por el acceso desde la Laguna de Chacas, se encuentra una inmensa portada, que se oculta entre las piedras caídas.

## Fauna
La moderada vegetación y pequeños arroyos del lugar, permiten la conservación de importantes especies de mamíferos y aves, algunos de ellos en serio peligro de extinción como son:
- Hippocamelus Antisensis (Taruca o Huemul del Norte)
- Lagidium Viscacia (Chinchillon o Vizcacha Montesa)
- Cavia Tschudii (Poronccoy o Cuy Silvestre)
- Lycalopex Culpaeus (Atoq o Zorro Colorado)
- Leopardus Jacobitus (Osjo o Gato Andino)
- Conepatus Rex (Aña o Zorrino Andino)
- Nothoprocta Pentlandii (Perdiz o Inambú Chillon)
- Falco Sparverius (Cuyaya o Cernícalo Americano)
- Colaptes Rupicola (Carpintero Andino)